# Antonín Barák
Antonín Barák (Příbram, 1994. december 3. –) cseh válogatott labdarúgó, a Kasımpaşa játékosa kölcsönben az olasz első osztályban szereplő Fiorentina csapatától.

## Pályafutása

### Klubcsapatokban
Barák szülővárosának csapatában, a Příbramban kezdett el futballozni; a felnőtt csapatban 2013. június 1-én mutatkozott be egy Slovan Liberec elleni cseh élvonalbeli mérkőzésen. 2016 januárjában leigazolta őt a Slavia Praha csapata, amellyel 2017-ben cseh bajnoki címet ünnepelt. 2017 nyarán Olaszországba szerződött az Udinese csapatához. 2023-ban a Fiorentina játékosaként pályára lépett a UEFA Európa Konferencia Liga-döntőjében. 2024. szeptember 7-én kölcsönbe került a török Kasımpaşa csapatába 6 millió eurós vételi opcióval.

### Válogatott
Többszörös cseh utánpótlás válogatott, a felnőtt válogatottban 2016. november 15-én góllal debütált egy Dánia elleni barátságos mérkőzésen.

## Sikerei, díjai
Slavia Praha
- Cseh első osztály bajnok: 2016–2017